# Spasm
A Spasm cseh goregrind/pornogrind együttes. 2000-ben alakultak Přerovban, "Psychopathie" néven. A zenekar stílusát "drum'n'bass gigolo goregrind" elnevezéssel illeti. Jellemző dalaikra a humor is. Szövegeik témái: vérontás, halál, perverzió.

## Tagok
- Sam - basszusgitár
- Radim - ének
- Rudy Srhák - dobok (2015-)

## Diszkográfia
- Spasmatic Secretion (demó, 2001)
- Lust for Feculent Orgasm (nagylemez, 2005)
- Spasm / Mizar (split lemez, 2008)
- Paraphillic Elegies (nagylemez, 2008)
- Taboo Tales (nagylemez, 2011)
- Pussy Deluxe (nagylemez, 2015)
- Spasm / Gutalax (split lemez, 2017)